# 金线蛭属
金线蛭属（学名：Whitmania）为医蛭科的一属动物。此属以Whitman的名字命名。本属目前已知的有5种，其中宽体金线蛭在中药中的应用很广泛，但是，形态与宽体金线蛭相似的光润金线蛭却没有被药典记载。在分类学中，这两种金线蛭常被认为是同物异名。在人工养殖宽体金线蛭时，因为光润金线蛭与宽体金线蛭相似，往往很难进行区分，通常将两者混在一起进行养殖，给水蛭的养殖造成了严重的经济损失。

## 下属物种
本属包括以下物种：
- 尖细金线蛭 Whitmania acranulata (Whitman, 1886)，也称柳叶蚂蟥。
- 台湾金线蛭 Whitmania formosana Oka, 1910
- 光润金线蛭 Whitmania laevis (Baird, 1869)
- 宽体金线蛭 Whitmania pigra Whitman, 1884)
- 四条纹金线蛭 Whitmania quadrivittata[2]